# Knorten
Knorten är en sjö i Värnamo kommun i Småland och ingår i Lagans huvudavrinningsområde.